# Parafia Matki Boskiej Częstochowskiej w Worcester
Parafia Matki Boskiej Częstochowskiej w Worcester (ang. Our Lady of Częstochowa Parish) – parafia rzymskokatolicka  położona w Worcester, Massachusetts, Stany Zjednoczone.
Jest ona jedną z wielu etnicznych, polonijnych parafii rzymskokatolickich w Nowej Anglii z mszą św. w j. polskim dla polskich imigrantów.
Ustanowiona w 1903 roku. Nazwa parafii jest związana z kultem Matki Boskiej Częstochowskiej.

## Nabożeństwa w j. polskim
- Niedziela: 8:00; 11:00

## Historia parafii
Założenie parafii liczone jest od nominacji pierwszego proboszcza, ks. John Z. Moneta w 1903 roku, jakkolwiek wykonanie planów i kupno ziemi zostało dokonane wiele lat wcześniej.

## Kościół
Kościół został otwarty na święto Wniebowzięcia NMP, 15 sierpnia 1906, a 29 listopada biskup Thomas D. Beaven, z diecezji Springfield poświęcił kościół.
W 1956 roku kościół został znacznie powiększony, a plebania została przeniesiona z Richland Street na Ward Street.

## Duszpasterze
- ks. John Z. Moneta (1903-1907)[2]
- ks. Peter C. Reding (1907-1911)
- ks. Joseph Tomikowski (1911-1913)
- ks. Prałat Bolesław A. Bojanowski (1913-1956)[3]
- ks. Prałat Charles J. Chwałek (1956 – 1976)[4]
- ks. Prałat Chester J. Janczukowicz (1976-1993)[5].
- ks. Thaddeus X. Stachura (1993 - 2014)
- ks. Ryszard Polek (2014 - obecnie)

## Szkoły

### Szkoła podstawowa
Szkoła podstawowa pw. Św. Marii (ang. St Mary’s Grade School) została otwarta 5 września 1915, a 16 czerwca 1926 roku zakończono budowę szkoły z audytorium i sala gimnastyczną na terenie kampusu szkolnego przy Richland Street.

Do dziś uczęszczają do niej uczniowie klas K do 6.

### Szkoła średnia
We wrześniu 1936 powstało przy parafii parafialne gimnazjum pw. Św. Marii (ang. St Mary’s Jr & Sr High School) za sprawą ówczesnego proboszcza ks. Bolesława Bojanowskiego.
Gimnazjum katolickie pw. Św Marii (ang. St Mary’s Jr & Sr High School) jest rzymskokatolickim gimnazjum w Worcester, Massachusetts. Podlega ono pod Diecezję Worcester.

Położona w Vernon Hill, Worcester, Massachusetts, szkoła średnia to małe, diecezjalne gimnazjum obejmujące uczniów klas od 7 do 12.

Mimo że szkoła została założona, aby służyć potrzebom rosnącej polskiej społeczności w Worcester w pierwszej połowie XX wieku, obecni uczniowie są mieszanką kultur.

(ang. St Mary’s High School) pierwotnie obsadzone było wyłącznie przez siostry nazaretanki. Obecnie całkowicie świeckie wydziały kontynuują tradycję szkoły, łącząc zasady akademickie z katolickimi. Aby utrzymać tę tradycję, St Mary’s Jr & Sr High School podtrzymuje swoje powiązania z parafią Matki Boskiej Częstochowskiej. Wielu uczniów z (ang. St Mary’s Grade School), znajdującej się na tym samym kampusie, kontynuowało dalszą naukę w tej szkole średniej.
W październiku 1959, a następnie w listopadzie, pożar zniszczył szkołę. Została ona ponownie odbudowana w 1964 roku i jest czynna do dziś.

### Szkoła j. polskiego
Szkoła j. polskiego im. Jana Pawła II – w Worcester, Massachusetts jest zlokalizowana na terenie kampusu szkolnego przy Richland Street.
Struktura jej opiera się na klasach od 1 do 8, gdzie dodatkowo prowadzone jest przedszkole dla dzieci w wieku od 5 lat.

Program nauczania w klasach oparty jest na podręcznikach i pomocach naukowych rekomendowanych przez Centralę Szkół Dokształcających w Nowym Jorku.